# Georg Tramer
Georg Tramer (* 22. Oktober 1871 in Wien; † 4. Jänner 1939 ebenda) war ein österreichischer Kunstpfeifer.

## Biografie
Von Beruf Schlossermeister wie sein Vater, war er Kunstpfeifer aus Liebhaberei und später beruflich, der für Auftritte an internationale Varietés und auf Theater- und Operettenbühnen verpflichtet wurde. Gastspielreisen führten ihn nach London, Berlin und Budapest. Seine Anhänger nannten ihn „Tramer-Schorschl“. Man behauptete von ihm, dass selbst Musikexperten seine Vorträge nicht von den Klängen der Piccoloflöte unterscheiden konnten. Besonderer Anlass für die Bewunderung des Publikums und der Fachwelt war die ihm zugeschriebene Fertigkeit, angeblich zweistimmig zu pfeifen.
Tramers Repertoire erstreckte sich vom einfachen österreichischen oder ungarischen Volkslied über Opern- und Operettenmelodien bis zur zeitgenössischen Populärmusik von Komponisten wie Theaterkapellmeister Karl Kapeller (* 1858) oder Paul Lincke. Auch transatlantische Stücke, etwa von John Philip Sousa, waren ihm nicht fremd. Er ist der erste Kunstpfeifer, dessen Originalklang auf frühen Grammophonplatten festgehalten ist. Bereits 1902 vertraute er seine Kunst dem neuen Medium an.

## Tondokumente (Auswahl)
- Der Katalog Musikarchiv der DNB führt 12 Aufnahmen von Tramer:

Pfeifer-Polka (Karl Kapeller) The Gramophone and Typewriter Ltd., and Sister Companies G&T 49 278 (Matrizennummer 907 h), aufgen. Wien 1902
Czardas. Gepfiffen vom Kunstpfeifer Georg Tramer, Wien [German. Whistling] Gramophone Concert Record G.C.-49 274 (Matrizennummer 950 X-Bo-22)
Herzensdieb: Lied von Adolf Hirsch. Gepfiffen von Georg Tramer, Kunstpfeifer, Wien. [German. Whistling] The Gramophone and Typewriter Ltd., and Sister Companies 49305 (Matrizennummer 2435-B-Bo-2 Z)
Unter dem Lindenbaum, von Hugo Felix. Gepfiffen von Georg Tramer, Kunstpfeifer mit Orchesterbegleitung, Wien [German. Whistling w. orch.]
Gramophone Concert Record V 29337 (Matr. 12 911 u)
Ob du mich liebst / Lincke. Georg Tramer, Kunstpfeifer, mit Schrammelbegleitung. Odeon Record 302626 (Matr. Vo.673)
Wenn die Liebe stirbt, Quand l'amour meurt : Walzer, valse / von Crémieux. Gepfiffen von Georg Tramer, Kunstpfeifer mit Orchesterbegleitung, Wien. Zonophone Record X 29 306 (Matr. 12 156 u)
- CHARM führt 6 Titel von Tramer auf:

Walzer aus Ballett “Coppelia” (Delibes) G&T 49 313 (Matr. 6732 a)
Dolores-Walzer (Waldteufel) G&T 49 315 (Matr. 6733 a)
Zigeunerlied aus “Troubadour” (Verdi) G&T 49 314 (Matr. 6737 a)
‘S Haneferl. Volkslied. G&T 49 316 (Matr. 6734 a)
Nem kell a szöke, ungar. Volkslied G&T 49 317 (Matr. 6736 a)
alle aufgen. Wien, Februar 1905
- Wolfgang Hirschenberger, Simon Géza Gábor: RAGTIME-DISZKOGRÁFIA, Osztrák-Magyar Monarchia 1900–1928. In: Jazzkutatas. 1. Januar 1999, Nr. 24.

The Honeymoon-Marsch v. J. Ph. Sousa (C-Dur) [= John Philipp Sousa] Favorite 1-20 006-D.
Georg Tramer, Kunstpfeifer. Vermutlich Wien, vor 1908

## Hörbeispiel
"La Gran Via", Gepfiffen Von Georg Tramer, Wien. pre-Dog GC 49 505